# Mahesana (distrikt)
Mahesāna är ett distrikt i Indien.   Det ligger i delstaten Gujarat, i den västra delen av landet, 700 km sydväst om huvudstaden New Delhi. Antalet invånare är 2 035 064. Arean är 4 382 kvadratkilometer. Mahesāna gränsar till Patan.
Terrängen i Mahesāna är platt åt sydväst, men åt nordost är den kuperad.
Följande samhällen finns i Mahesāna:
- Visnagar
- Kadi
- Unjha
- Lādol
- Vadnagar
- Vijāpur
- Kherālu
- Lānghnaj
- Jhulasan